# Веро (Южная Корсика)
Веро (фр. Vero, корс. Veru) — коммуна во Франции, находится в регионе Корсика. Департамент коммуны — Южная Корсика. Входит в состав кантона Челаво-Меццана. Округ коммуны — Аяччо.
Код INSEE коммуны — 2A345.

## Население
Население коммуны на 2008 год составляло 464 человека.
| 1962 | 1975 | 1982 | 1990 | 1999 | 2008 |
| ---- | ---- | ---- | ---- | ---- | ---- |
| 243  | 147  | 241  | 296  | 351  | 464  |

## Экономика
В 2007 году среди 281 человека в трудоспособном возрасте (15—64 лет) 189 были экономически активными, 92 — неактивными (показатель активности — 67,3 %, в 1999 году было 57,0 %). Из 189 активных работали 171 человек (97 мужчин и 74 женщины), безработных было 18 (5 мужчин и 13 женщин). Среди 92 неактивных 31 человек был учеником или студентом, 23 — пенсионерами, 38 были неактивными по другим причинам.
В 2008 году в коммуне насчитывалось 161 облагаемое налогом домохозяйство, в которых проживали 464 человека, медиана доходов составляла 16 887 евро на одного человека.